# Hookeriopsis saxicola
Hookeriopsis saxicola är en bladmossart som beskrevs av B. H. Allen, Crosby och Robert Earle Magill 1986. Hookeriopsis saxicola ingår i släktet Hookeriopsis och familjen Hookeriaceae. Inga underarter finns listade i Catalogue of Life.